# Baleine (constellation)
Cetus
Pour les articles homonymes, voir Baleine (homonymie).
La Baleine est une énorme constellation située dans le ciel méridional parmi d'autres constellations « aquatiques ». Bien que la Baleine soit la quatrième plus grande constellation du ciel, elle ne possède que des étoiles au plus de 2e magnitude.

## Histoire
Dans la mythologie grecque, le kètos, monstre marin à l'origine de la constellation de la Baleine, fait partie de la légende d'Andromède. Elle était l’une des 48 constellations identifiées par Ptolémée.
Il a été démontré récemment que le monstre avait été par la suite assimilé à la baleine ayant avalé Jonas dans la Bible. Et d'ailleurs, à l'origine, la Baleine de Jonas n'est pas un cétacé mais bien un monstre marin, possédant une iconographique similaire à son homologue grec. Les textes les plus anciens se font l'écho de cette iconographie empruntée à l'art grec : ainsi, dans le Livre de Jonas, la « baleine » est désignée par l'expression dag gadol qui signifie « le grand poisson ».
Le kètos va plus tard donner le mot latin cetus qui produira le nom moderne de « cétacé », d'où le rapprochement logique avec la « baleine » qui reste pourtant erroné.

## Observation des étoiles

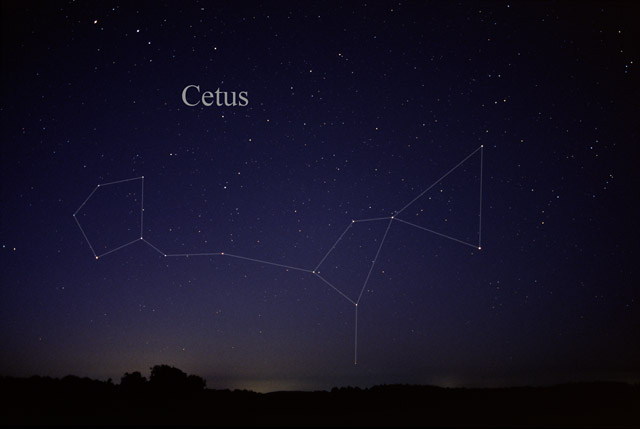
Constellation Baleine

### Localisation de la constellation

Visibilité nocturne de la constellation.

La constellation se situe sur un alignement qui part d'Aldébaran, dans le Taureau, et atteint Fomalhaut du Poisson austral. Cet alignement passe sensiblement par les deux étoiles permanentes les plus brillantes de la baleine, α Cet (au nord-Est) et β Cet (au sud-Ouest), au milieu desquelles se trouvent Mira (ο Cet), la plus brillante quand elle est à son maximum.

### Forme de la constellation
La constellation de la Baleine est très grande, mais contient peu d'étoiles brillantes, et sa forme n'est pas facile à retracer. Initialement, le « monstre marin » qu'est Cetus était représenté comme une sorte de grand encornet, avec une bouche armée d'un bec (α Cet) et de grands tentacules (β Cet). C'est cette représentation qui a donné les noms retenus par l'astronomie arabe. De nos jours, le monstre est généralement devenu une « baleine », et sa représentation est inversée : α marque la queue de la baleine, et β sa bouche. Mais dans un cas comme dans l'autre, cette forme est très peu suggestive.
α Cet (au Nord-Est) est à la base d'un petit anneau pentagonal formé dans le sens des aiguilles d'une montre par α, λ, μ, ξ2 et γ Cet. Cet anneau était traditionnellement la bouche du monstre (d'où les noms arabes de α), et figure bien à présent les nageoires caudales.
Côté β Cet (au Sud-Ouest), la constellation s'organise autour de deux quadrilatères.
- Un premier grand quadrilatère part de β, part vers le coin SO du carré de Pégase pour rencontrer ι Cet après ~12°. Dans l'axe β-α Cet, après ~10°, on trouve η Cet un peu au Nord de l'alignement, puis θ Cet après encore ~4°. Enfin, τ Cet vient fermer le grand parallélogramme β ι θ τ Cet.
- Le côté θ τ Cet est lui-même la diagonale d'un petit quadrilatère, formé des trois étoiles τ η θ déjà vues et de ζχ Cet, qui forment une paire rapprochée.

Ces quadrilatères figurent la tête et la bouche de la baleine.
Mira se repère sur l'axe α-β Cet. Si les Poissons sont visibles, elle est située dans l'axe des « cordes » des poissons.

## Étoiles principales

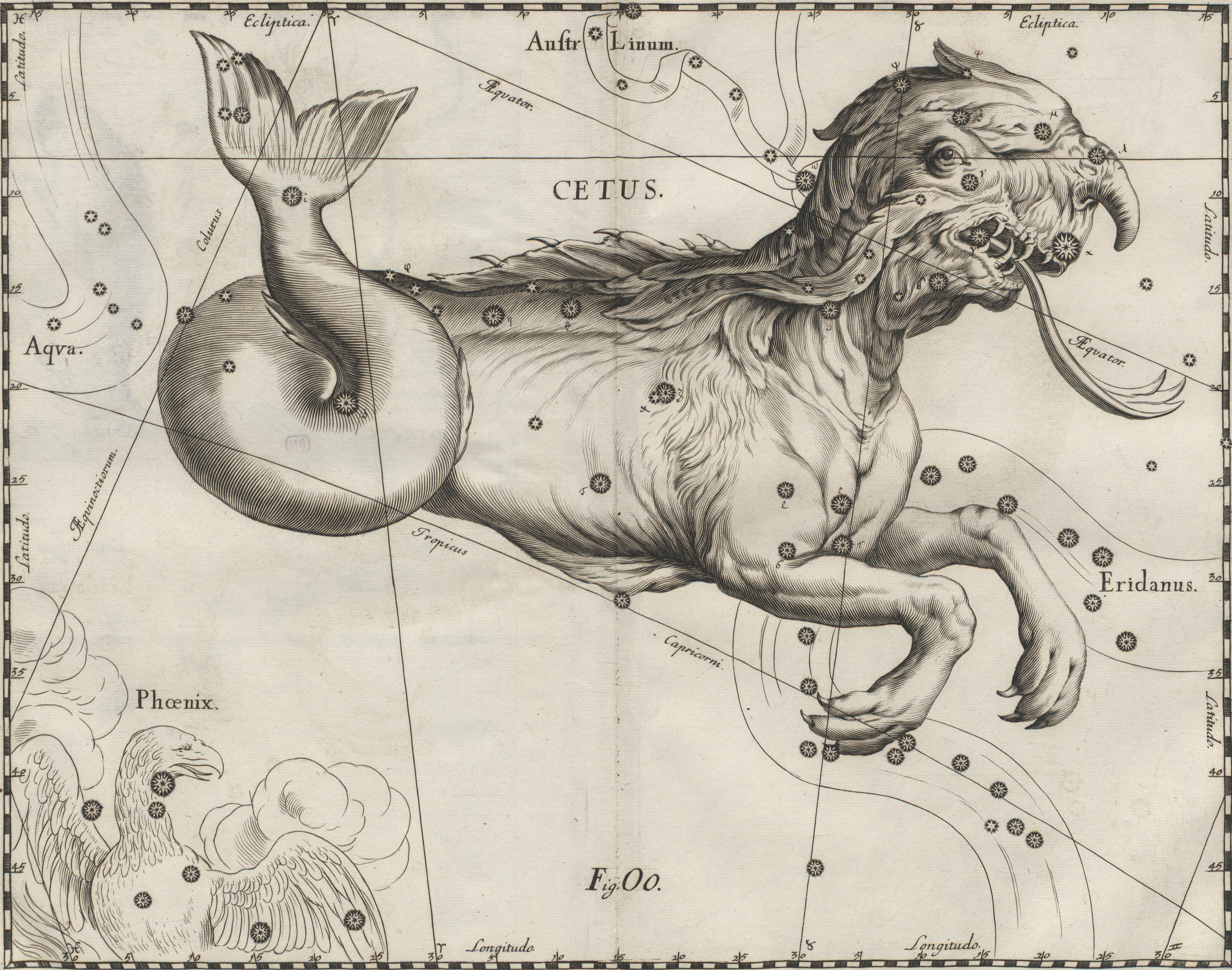
La Baleine dans l'Uranographia de Johannes Hevelius.

### Mira (οCet)
Mira (ο Cet) est certainement l'étoile la plus intéressante de la constellation. Située à environ 400 années-lumière, Mira (la « merveilleuse ») est la première étoile variable qui ait été découverte (en 1596). Sur une période de 331,65 jours, elle varie entre la magnitude 2,0, facilement visible à l'œil nu, et 10,1, qui la rend totalement invisible. Elle est le prototype des variables de type Mira. Mira est une étoile variable géante rouge à longue période.
Mira est un système multiple. Elle possède 3 compagnons, dont une petite étoile de magnitude 10 et deux autres nettement plus difficiles à distinguer.
Son diamètre moyen mesuré grâce au HST est de 60 mas (millisecondes d'arc) soit environ 700 fois celui du Soleil. Si Mira était placée à la place du Soleil, sa surface se trouverait à environ 500 millions de km, au-delà de l'orbite de Mars, presque aux deux-tiers de l'orbite de Jupiter ! Tellement volumineuse, sa température superficielle est tombée à environ 2000 K. C'est l'une des étoiles visibles les plus froides. Néanmoins, en raison de sa taille, elle est à son maximum 15 000 fois plus brillante que le Soleil.
Mira est une étoile en fin de vie, ayant épuisé ses réserves d'hélium, fusionnées en carbone et en oxygène.
Mira est une étoile instable, dont les changements de luminosité sont causés par des modifications périodiques de la taille de l'étoile. À court terme (à l'échelle astronomique), son enveloppe externe devrait être soufflée, formant une nébuleuse planétaire, tandis que le cœur de l'étoile se réduira à son noyau et deviendra une étoile naine blanche qui perdra progressivement sa chaleur et son éclat.

#### La queue de Mira
Le 15 août 2007, grâce au Télescope spatial Hubble (HST), les astronomes ont découvert que Mira traînait dans son sillage une longue queue sur 13 années-lumière, c'est-à-dire environ 20 000 fois la distance de Pluton au Soleil.
C'est la première fois que l'on observe un tel phénomène autour d'une étoile.
Cette queue contient du carbone, de l'oxygène et d'autres importants éléments lourds qui peuvent contribuer à la formation des étoiles, des planètes et même de la vie.
Cette matière a été libérée par Mira au cours des 30 000 dernières années.
Mira se déplace à une vitesse de 130 km/s dans la Voie lactée, soit 4 fois plus vite que le Soleil.
En complément, l'expérience GALEX (Galaxy Evolution Explorer) du Caltech a permis de découvrir un arc de choc formé par la compression d'un gaz chaud à l'avant de l'étoile et deux courants sinueux de matière émis par les faces avant et arrière de l'étoile.
Les astronomes pensent que le gaz contenu dans ce front de choc réchauffe le gaz soufflé par l'étoile, provoquant sa fluorescence en UV. Ce matériel brillant spirale ensuite derrière l'étoile, créant une onde turbulente ressemblant à une queue. Le processus est similaire au sillage laissé par un navire ou un train à vapeur se déplaçant rapidement.
Jusqu'ici les astronomes n'avaient pas découvert ce phénomène du fait que cette queue ne rayonne qu'en UV, les astronomes étudiant généralement l'étoile dans le rayonnement visible ou IR.
L'image est le résultat d'une mosaïque de photographies réalisées en l'espace d'un mois, entre le 15 novembre et le 15 décembre 2006.

### Deneb Kaitos / Diphda (βCet)
L'étoile la plus brillante de la Baleine — en dehors du maximum de Mira — est Beta Ceti, aussi appelée Deneb Kaitos (la « queue du monstre » en arabe) ou Diphda et porte cependant le β dans la désignation de Bayer. Elle constitue avec Hamal et Alphératz le Triangle d'automne.
Deneb Kaitos est une étoile géante en fin de vie, 17 fois plus grande que le Soleil. Elle est l'une des sources les plus intenses de rayons X dans l'entourage du Soleil, sans que le mécanisme derrière cette émission soit connu.

### Menkar (αCet)
L'étoile α de la constellation s'appelle Menkar, de l'arabe, مِنْخَر minḫar (qu'on écrit plus simplement منخر et transcrit plus couramment minkhar), « nez », bien que celle-ci se trouve en fait dans la « gueule » de la bête. Sa désignation comme α, alors qu'elle est moins lumineuse que Deneb Kaitos (ou que Mira par intermittence), tient probablement à sa place dans la constellation, à la tête du monstre.
Menkar est une géante rouge de température peu élevée (). C'est aussi une variable irrégulière, sa luminosité pouvant varier aléatoirement de près de 6 %. Sa faible teneur en carbone suggère qu'elle a épuisé ses réserves d'hélium et commence à contracter son noyau de carbone. À terme, elle devrait vraisemblablement connaître la même évolution que Mira.

### Autres étoiles
Dans cette grande constellation, plusieurs autres étoiles portent un nom : Baten Kaitos (ζ Cet) (le « ventre du monstre »), une géante orange, Kaffaljidhma (γ Cet) (la « Partie de la Main », cette étoile provient d'une ancienne constellation arabe), Deneb Algenubi (η Cet) et Deneb Kaitos Shemali (ι Cet).
τ Cet se trouve à 11,887 années-lumière de la Terre, l'étoile est la 22e plus proche de notre système solaire. Son système a été choisi par l'auteur de science-fiction américain Kim Stanley Robinson comme cadre de son roman de colonisation spatiale Aurora.

## Objets célestes

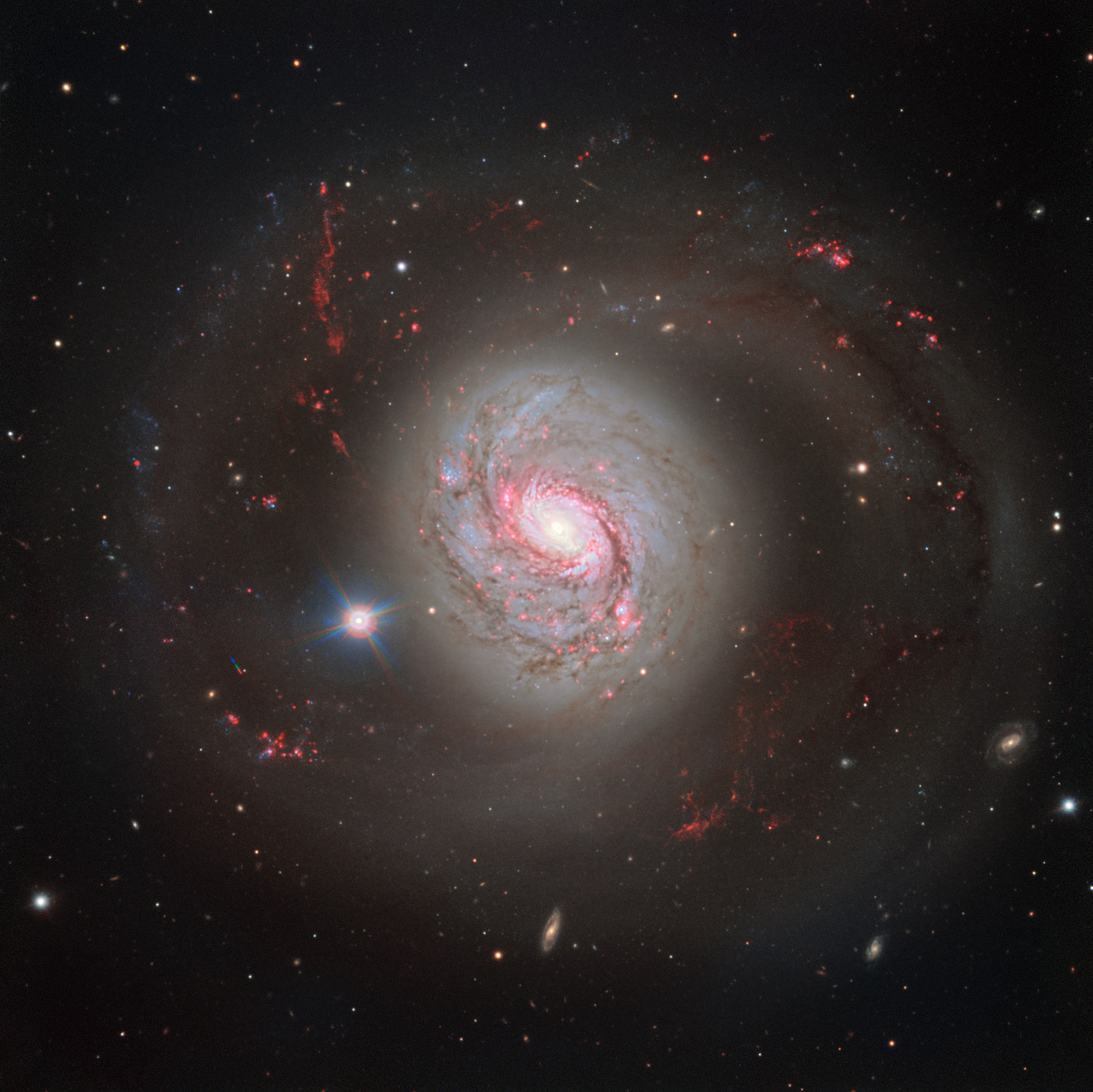
M77, une galaxie spirale située à environ 40 millions d'années-lumière.

Puisque la Baleine se trouve loin du plan de la Voie lactée, les galaxies qui y sont présentes ne sont pas obscurcies par la poussière de la nôtre. La plupart d'entre elles sont cependant relativement faible en luminosité.
La plus brillante est M77 (galaxie spirale) du catalogue Messier. Située près de δ Cet, sa magnitude apparente est de 8,9, la rendant distinguable dans un petit télescope. Proche d'elle se trouve aussi NGC 1055, une galaxie spirale vue par la tranche et d'une magnitude apparente de 10,6.
Du côté Est de la constellation, on trouve la nébuleuse planétaire NGC 246, dite du Crâne et de magnitude ~11, et la galaxie spirale intermédiaire NGC 247 (magnitude 9,1). Cette dernière se situe approximativement à mi-chemin entre Deneb Kaitos (β Cet) et la frontière avec la constellation du Sculpteur.
L'écliptique est très proche de cette constellation. Quelques-unes des planètes du système solaire peuvent donc parfois s'y trouver pendant de brèves périodes. L'astéroïde (4) Vesta fut d'ailleurs découvert dans cette constellation en 1807.